# Okręg wyborczy Bletchingley
Okręg wyborczy Bletchingley powstał w 1295 r. i wysyłał do angielskiej, a później brytyjskiej, Izby Gmin dwóch deputowanych. Został zniesiony na podstawie Great Reform Act w 1832 r.

## Deputowani do brytyjskiej Izby Gmin z okręgu Bletchingley

### Deputowani w latach 1295–1640
- 1597: Charles Howard, lord Howard of Effingham
- 1604–1614: John Trevor
- 1604–1611: Richard Rodingham
- 1614: Charles Howard
- 1621–1622: John Hayward
- 1621–1622: Henry Lovell

### Deputowani w latach 1640–1832
- 1640–1648: John Evelyn starszy
- 1640–1648: Edward Bysshe
- 1659–1659: John Goodwin
- 1659–1659: Edmund Hoskins
- 1660–1661: John Evelyn
- 1660–1661: John Goodwin
- 1661–1679: William Hawarde
- 1661–1679: Edward Bysshe
- 1679–1685: George Evelyn
- 1679–1679: Edward Harvey
- 1679–1681: John Morris
- 1681–1685: William Goulston
- 1685–1689: Ambrose Browne
- 1685–1689: Marmaduke Gresham
- 1689–1698: Thomas Howard
- 1689–1689: John Glyd
- 1689–1690: Jeffrey Amherst
- 1690–1695: Robert Clayton
- 1695–1698: Maurice Thompson
- 1698–1701: Hugh Hare
- 1698–1701: Robert Clayton
- 1701–1702: Edward Gresham
- 1701–1708: John Ward
- 1702–1702: John Evelyn
- 1702–1705: Robert Clayton
- 1705–1724: George Evelyn
- 1708–1715: Thomas Onslow
- 1715–1745: William Clayton
- 1724–1727: Henry Herbert
- 1727–1734: Orlando Bridgeman
- 1734–1769: Kenrick Clayton
- 1745–1761: William Clayton
- 1761–1768: Charles Whitworth
- 1768–1783: Robert Clayton
- 1769–1780: Frederick Standert
- 1780–1790: John Kenrick
- 1783–1787: John Nicholls
- 1787–1796: Robert Clayton
- 1790–1796: Philip Francis
- 1796–1797: Lionel Copley
- 1796–1802: John Stein
- 1797–1802: Benjamin Hobhouse
- 1802–1805: James Milnes
- 1802–1806: John Benn-Walsh
- 1805–1806: Nicholas Ridley-Colborne
- 1806–1807: Josiah du Pre Porcher
- 1806–1814: William Kenrick
- 1807–1807: John Bannerman
- 1807–1809: Thomas Freeman-Heathcote
- 1809–1812: Charles Cockerell
- 1812–1812: Charles Talbot
- 1812–1818: Robert William Newman
- 1814–1818: John Bolland
- 1818–1819: Matthew Russell
- 1818–1819: George Tennyson
- 1819–1820: William Curtis
- 1819–1822: William Cavendish-Scott-Bentinck, markiz Titchfield
- 1820–1826: Edward Edwardes
- 1822–1826: lord Francis Leveson-Gower
- 1826–1827: William Russell
- 1826–1831: Charles Tennyson d'Eyncourt
- 1827–1828: William Lamb, wigowie
- 1828–1830: William Ewart
- 1830–1831: Robert William Mills
- 1831–1831: William Horne
- 1831–1831: John Ponsonby
- 1831–1832: Henry Temple, 3. wicehrabia Palmerston, wigowie
- 1831–1832: Thomas Hyde Villiers